# Dólar australiano
O dólar australiano (código: AUD, também grafado A$, AU$, $A ou $AU) é a moeda oficial da Comunidade da Austrália, incluindo o Território Antártico Australiano, a Ilha Christmas (português brasileiro) ou Ilha do Natal (português europeu), as  Ilhas Cocos (Keeling), a Ilha Heard e Ilhas McDonald e a Ilha Norfolk, assim como os arquipélagos independentes de Nauru, Quiribati e Tuvalu, no Pacífico. É algumas vezes chamado Aussie battler; durante um pequeno período, entre 2001 e 2002, a moeda corrente foi chamada, localmente, Pacific Peso. É subdividida em 100 cents (símbolo: c), traduzido normalmente para cêntimos.
O dólar australiano é a oitava moeda mais usada no comércio estrangeiro (além do dólar americano, do iene, do euro, da libra esterlina e do dólar canadense) dando conta de aproximadamente 4–5% das transações estrangeiras.
O dólar australiano é popular com os comerciantes de moedas devido a falta de intervenção do governo no mercado estrangeiro, a estabilidade geral da economia e do governo, e considera que ele oferece benefícios de diversificação em uma pasta contendo as maiores moedas correntes do mundo (por exemplo por causa da maior exposição às economias asiáticas e o ciclo de mercadorias (commodities).

## História
O dólar australiano foi introduzido em 1966, não somente para substituir a libra australiana (distinta da libra esterlina) mas também introduzindo um sistema decimal. O primeiro-ministro Robert Menzies desejava nomear a moeda ``royal´´ (real), e outros nomes tais como "austral" foram também propostos.
Devido a influência de Menzies, o nome royal foi aceito, e os desenhos foram preparados e impressos no Banco de Reserva da Austrália. A escolha incomum do nome para a moeda provou-se impopular, e foi mais tarde aposentada em favor do dollar (dólar).
Em 14 de fevereiro de 1966 o dólar australiano foi introduzido com o valor de dois dólares por uma libra, ou dez xelins por dólar.
Em 2023, o banco central da Austrália anunciou  que não irá substituir a imagem da rainha Isabel II do Reino Unido na sua nota de 5 dólares por uma imagem do rei Carlos III do Reino Unido. Em vez disso, a nova nota terá um desenho indígena que homenageia os habitantes originais da ilha. O Parlamento australiano mantém-se como imagem de um dos lados da nota.